# Georges Van der Straeten

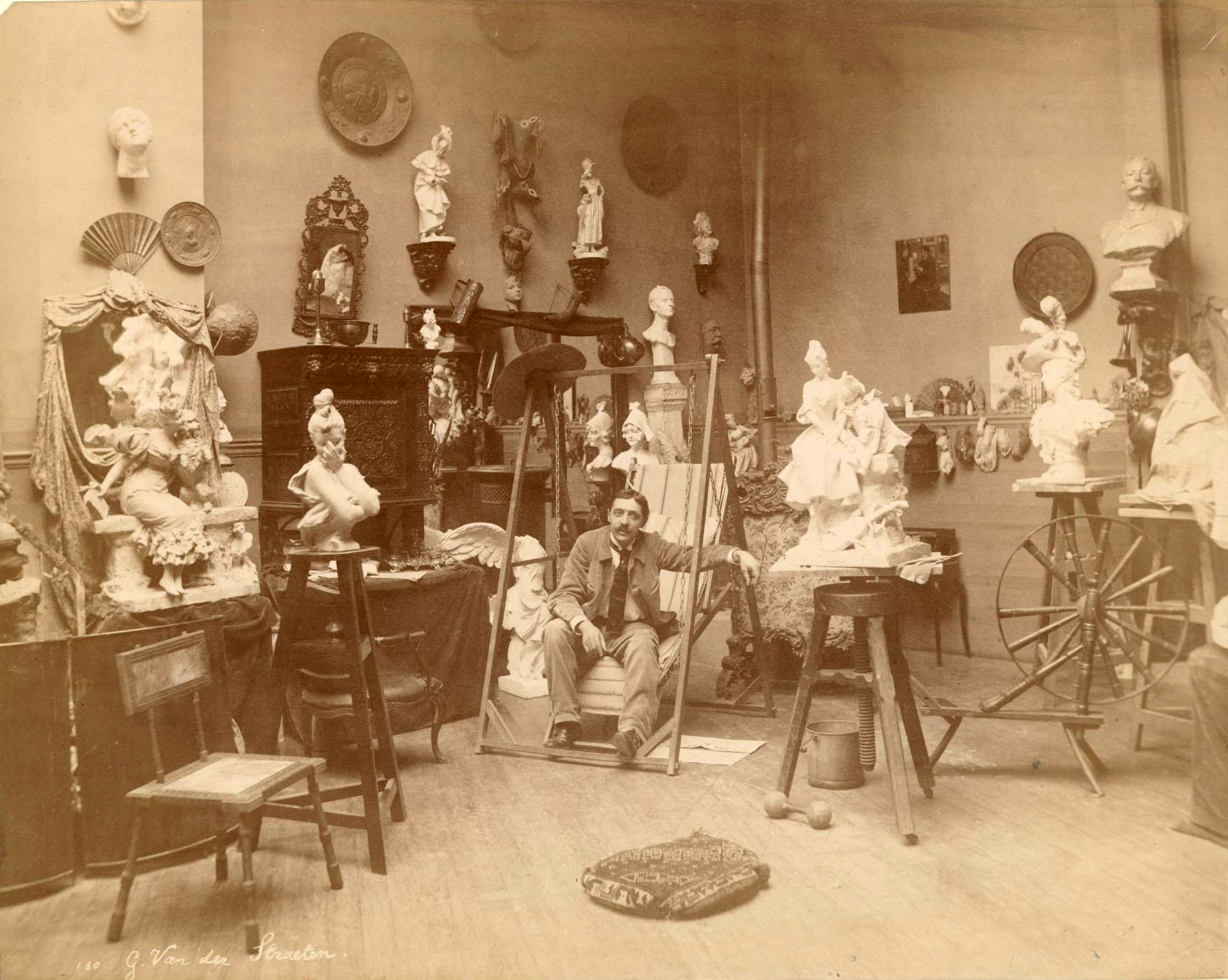
Der Künstler in seinem Pariser Atelier, zwischen 1885 und 1890.

Georges Van der Straeten (* 22. Dezember 1856 in Gent, Königreich Belgien; † 25. Juli 1941 ebenda) war ein belgischer Bildhauer, der seine Arbeiten auch mit dem Namen Dargil signierte.

## Leben
Georges Van der Straeten arbeitete zunächst als Anwalt; ab 1882 war er Schüler der Bildhauer Jef Lambeaux und Gustave Kasteleyn (1848–1900). 1883 verließ er Gent und zog nach Paris, wo er von 1885 bis 1912 auf den Salons der Société des Artistes Français ausstellte. Zu seinem dortigen Freundeskreis zählten u. a. die belgischen Maler Jan van Beers und Rik Wouters. Er erhielt verschiedene Auszeichnungen, darunter eine Silbermedaille auf der Weltausstellung Paris 1900; 1903 wurde er zum Ritter der Ehrenlegion ernannt.
Als Künstler der Belle Époque stand er an der Wende vom Neoklassizismus zum Art nouveau. Seine Werke sind Zeugnisse großen technischen Könnens und einer hohen Verarbeitungsqualität, seine bevorzugten Werkstoffe waren Bronze, Chryselephantin und Terrakotta. Er schuf zahlreiche Plastiken und Büsten anmutiger und verführerischer Fantasiefiguren junger Pariser Frauen im „liebenswürdigen Stil der Bildhauer des 18. Jahrhunderts“ (Pierre Kjellberg), zu denen er auch durch Gemälde von Antoine Watteau angeregt wurde.
Seine Bronzen wurden u. a. von dem Bildgießer Emile Pinedo, der Société des Bronzes de Paris und dem Éditeur d’art (Kunstverleger) und Bildgießer Arthur Goldscheider hergestellt.
1928 kehrte er nach Gent zurück. Sein Grab befindet sich auf dem Campo Santo in Gent.

## Werke (Auswahl)
- Theresa
- Artemis

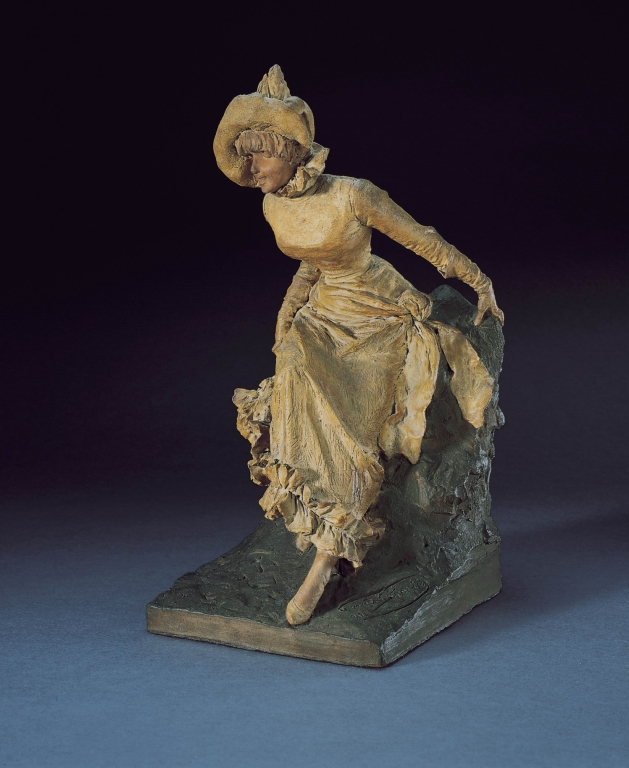
Junge Frau in modischer Kleidung (Terrakotta, 1883)

- Colombine sur un croissant de lune
- Buste de femme au chapeau
- Buste d’élégante
- Au bain
- Menuet
- Jeune fille souriante
- Élégante
- Portrait de femme en buste souriant
- La conguete de l’amour
- Frétillon
- Danseuse au drapé
- Pierrette, im Stil des Art déco